# Watertoren (Schoonhoven)
De watertoren in Schoonhoven, in de Nederlandse provincie Zuid-Holland, is gebouwd in 1901 naar ontwerp van architect F.A. de Jongh voor het eerste waterleidingnet in de Krimpenerwaard. 
De 50 m hoge toren heeft een ijzeren vlakbodem waterreservoir met een inhoud van 150 m³. In de torenspits is een 6 m hoge ijzeren standpijp verwerkt waarmee in geval van nood extra druk op het systeem kon worden gezet. De watertoren heeft de status van rijksmonument wegens de architectuur- en cultuurhistorische waarde en is ook van belang als sluitstuk in het oeuvre van watertorenarchitect De Jongh. De toren is uitgevoerd door C.P.W. Dessing
Tot 1982 diende de watertoren om druk op het Schoonhovense waterleidingnet te zetten. Na een periode van leegstand en verval werd het monument in 1992 voor één gulden gekocht door Stichting Behoud Watertoren Schoonhoven. Deze startte in 1995 een algehele restauratie. In 2006 ging de toren over naar de Vereniging Hendrick de Keyser. Twee jaar later volgde nog een restauratie. In de watertoren is een zilvergalerie gevestigd. Ook bevinden er zich drie ateliers van zilversmeden.

## in Polygoonjournaal
Toen het Polygoonjournaal in maart 1974 aandacht besteedde aan rijksmonumenten, liet het ook enkele beelden van de watertoren zien.